# اريك يوهانسون
اريك يوهانسون هو لاعب هوكي الجليد كندي، ولد في 7 يناير 1982 في إدمونتون في كندا.

## وصلات خارجية
- اريك يوهانسون على موقع دوري الهوكي الوطني (الإنجليزية)
- اريك يوهانسون على موقع EliteProspects.com (الإنجليزية)
- اريك يوهانسون على موقع HockeyDB.com (الإنجليزية)